# Campionatul Mondial de Fotbal Sub-17
Campionatul Mondial de Fotbal Sub-17 este o competiție de fotbal care se desfășoară din doi în doi ani între echipele naționale sub 17 ani. 
FIFA U-17 Cupa Mondială , fondat ca si Campionatul Mondial FIFA U-16, mai târziu numele actual s-a schimbat în 2007, este campionatul mondial de fotbal asociere pentru jucatorii de sex masculin în vârstă de 17 organizate de Fédération Internationale de Fotbal ( FIFA).
Campionatul Mondial FIFA U-17 este o competiție care a fost inspirata de Leul Cupa Orașului ,creată de către Asociația de Fotbal din Singapore în 1977. Leul Cupa Orașului este primul turneu sub-16 de fotbal din lume. Ca urmare, atunci recomandarea secretarului general Joe Blatter lui FIFA, după ce a fost în Singapore pentru Leul Cupa Orașului 1982  , FIFA a creat Campionatul Mondial FIFA U-16. 
Prima ediție a fost pus în scenă în 1985, în China, iar turneele au fost jucate la fiecare doi ani de atunci. A început ca o competiție pentru jucători sub vârsta de 16 ani cu limita de vârstă ridicată la 17 din ediția 1991 încoace. Cel mai recent turneu a fost găzduit de Chile și câștigat de Nigeria, următoarea ediție va fi găzduită de India în 2017.
Nigeria este națiunea cea mai de succes din istoria turneului, cu cinci titluri și trei clasați. Brazilia este al doilea cel mai de succes, cu trei titluri și următorii doi clasați. Ghana și Mexic au câștigat turneul de două ori.

## Calificări
| Continent       | Calificare prin                          |
| --------------- | ---------------------------------------- |
| America de Sud  | Campionatul Sudamerican de Fotbal sub 17 |
| Europa          | Campionatul European de Fotbal sub 17    |
| Africa          | Campionatul African sub 17               |
| Asia            | Campionatul sub 16 AFC                   |
| America de Nord | Campionatul sub 17 CONCACAF              |
| Oceania         | Turneul de Calificare sub 17 OFC         |

## Rezultate

#### FIFA U-16 Campionatul Mondial
| 1985 Details | China  | · Nigeria           | 2–0                   | · Germania de Vest | · Brazilia         | 4–1        | · Guineea | 16 |
| 1987 Details | Canada | · Uniunea Sovietică | 1–1 a.e.t. (4–2 Pen.) | · Nigeria          | · Coasta de Fildeș | 2–1 a.e.t. | · Italia  | 16 |
| 1989 Details | Scoția | · Arabia Saudită    | 2–2 a.e.t. (5–4 Pen.) | · Scoția           | · Portugalia       | 3–0        | · Bahrain | 16 |

#### FIFA U-17 Campionatul Mondial
| 1991 Details | Italia             | · Ghana    | 1–0                   | · Spania    | · Argentina     | 1–1 a.e.t. (4–1 Pen.) | · Qatar         | 16 |
| 1993 Details | Japonia            | · Nigeria  | 2–1                   | · Ghana     | · Chile         | 1–1 a.e.t. (4–2 Pen.) | · Polonia       | 16 |
| 1995 Details | Ecuador            | · Ghana    | 3–2                   | · Brazilia  | · Argentina     | 2–0                   | · Oman          | 16 |
| 1997 Details | Egipt              | · Brazilia | 2–1                   | · Ghana     | · Spania        | 2–1                   | · Germania      | 16 |
| 1999 Details | Noua Zeelandă      | · Brazilia | 0–0 a.e.t. (8–7 Pen.) | · Australia | · Ghana         | 2–0                   | · Statele Unite | 16 |
| 2001 Details | Trinidad și Tobago | · Franța   | 3–0                   | · Nigeria   | · Burkina Faso  | 2–0                   | · Argentina     | 16 |
| 2003 Details | Finlanda           | · Brazilia | 1–0                   | · Spania    | · Argentina     | 1–1 a.e.t. (5–4 Pen.) | · Columbia      | 16 |
| 2005 Details | Peru               | · Mexic    | 3–0                   | · Brazilia  | · Țările de Jos | 2–1                   | · Turcia        | 16 |

#### FIFA U-17 Cupa Mondială
| 2007 Details | Coreea de Sud | · Nigeria  | 0–0 a.e.t. (3–0 Pen.) | · Spania  | · Germania | 2–1 | · Ghana         | 24 |
| 2009 Details | Nigeria       | · Elveția  | 1–0                   | · Nigeria | · Spania   | 1–0 | · Columbia      | 24 |
| 2011 Details | Mexic         | · Mexic    | 2–0                   | · Uruguay | · Germania | 4–3 | · Brazilia      | 24 |
| 2013 Details | UAE           | · Nigeria  | 3–0                   | · Mexic   | · Suedia   | 4–1 | · Argentina     | 24 |
| 2015 Details | Chile         | · Nigeria  | 2–0                   | · Mali    | · Belgia   | 3–2 | · Mexic         | 24 |
| 2017 Details | India         | · Anglia   | 5–2                   | · Spania  | · Brazilia | 2–0 | · Mali          | 24 |
| 2019 Details | Brazilia      | · Brazilia | 2–1                   | · Mexic   | · Franța   | 3–1 | · Țările de Jos | 24 |
| 2023 Details | Indonezia     | · Germania | 2–2 a.e.t. (4–3 Pen.) | · Franța  | · Mali     | 3–0 | · Argentina     | 24 |

- Key:
  - AET - după prelungiri
  - Pen - meci castigat la lovituri de departajare

### Performanță după țară
| Naționala         | Campioană                        | Vice-campioană             | Locul 3              | Locul 4              | Medalii |
| ----------------- | -------------------------------- | -------------------------- | -------------------- | -------------------- | ------- |
| Nigeria           | 5 (1985, 1993, 2007, 2013, 2015) | 3 (1987, 2001, 2009)       |                      |                      | 8       |
| Brazilia          | 4 (1997, 1999, 2003, 2019)       | 2 (1995, 2005)             | 2 (1985, 2017)       | 1 (2011)             | 8       |
| Ghana             | 2 (1991, 1995)                   | 2 (1993, 1997)             | 1 (1999)             | 1 (2007)             | 5       |
| Mexic             | 2 (2005, 2011)                   | 2 (2013, 2019)             |                      | 1 (2015)             | 4       |
| Germania          | 1 (2023)                         | 1 (1985)                   | 2 (2007, 2011)       | 1 (1997)             | 4       |
| Franța            | 1 (2001)                         | 1 (2023)                   | 1 (2019)             |                      | 3       |
| Uniunea Sovietică | 1 (1987)                         |                            |                      |                      | 1       |
| Arabia Saudită    | 1 (1989)                         |                            |                      |                      | 1       |
| Elveția           | 1 (2009)                         |                            |                      |                      | 1       |
| Anglia            | 1 (2017)                         |                            |                      |                      | 1       |
| Spania            |                                  | 4 (1991, 2003, 2007, 2017) | 2 (1997, 2009)       |                      | 6       |
| Scoția            |                                  | 1 (1989)                   |                      |                      | 1       |
| Australia         |                                  | 1 (1999)                   |                      |                      | 1       |
| Uruguay           |                                  | 1 (2011)                   |                      |                      | 1       |
| Mali              |                                  | 1 (2015)                   | 1 (2023)             | 1 (2017)             | 2       |
| Argentina         |                                  |                            | 3 (1991, 1995, 2003) | 3 (2001, 2013, 2023) | 3       |
| Coasta de Fildeș  |                                  |                            | 1 (1987)             |                      | 1       |
| Portugalia        |                                  |                            | 1 (1989)             |                      | 1       |
| Chile             |                                  |                            | 1 (1993)             |                      | 1       |
| Burkina Faso      |                                  |                            | 1 (2001)             |                      | 1       |
| Țările de Jos     |                                  |                            | 1 (2005)             | 1 (2019)             | 1       |
| Suedia            |                                  |                            | 1 (2013)             |                      | 1       |
| Belgia            |                                  |                            | 1 (2015)             |                      | 1       |
| Columbia          |                                  |                            |                      | 2 (2003, 2009)       | –       |
| Guineea           |                                  |                            |                      | 1 (1985)             | –       |
| Italia            |                                  |                            |                      | 1 (1987)             | –       |
| Bahrain           |                                  |                            |                      | 1 (1989)             | –       |
| Qatar             |                                  |                            |                      | 1 (1991)             | –       |
| Polonia           |                                  |                            |                      | 1 (1993)             | –       |
| Oman              |                                  |                            |                      | 1 (1995)             | –       |
| Statele Unite     |                                  |                            |                      | 1 (1999)             | –       |
| Turcia            |                                  |                            |                      | 1 (2005)             | –       |

## Performanțe pe continente
| Confederație (continent)                        | Performanță                                                                       | Performanță                                                | Performanță                                                                                          | Performanță                                                               |
| Confederație (continent)                        | Campioni                                                                          | Vice-campioni                                              | Locul 3                                                                                              | Locul 4                                                                   |
| ----------------------------------------------- | --------------------------------------------------------------------------------- | ---------------------------------------------------------- | --- | ------------------------------------------------------------------------- |
| CAF (Africa)                                    | de 7 ori: Nigeria (5), Ghana (2)                                                  | de 6 ori: Nigeria (3), Ghana (2), Mali (1)                 | de 4 ori: Ghana (1), Côte d'Ivoire (1), Burkina Faso (1), Mali (1)                                   | de 3 ori: Ghana (1), Guinea (1), Mali (1)                                 |
| UEFA (Europe)                                   | de 5 ori: France (1), Uniunea Sovietică (1), Elveția (1), Anglia (1), Germany (1) | de 7 ori: Spain (4), Germany (1), Scotland (1), France (1) | de 9 ori: Germany (2), Spain (2), Belgium (1), Netherlands (1), Portugal (1), Sweden (1), France (1) | de 5 ori: Germany (1), Italy (1), Poland (1), Turkey (1), Netherlands (1) |
| CONMEBOL (South America)                        | de 4 ori: Brazilia (4)                                                            | de 3 ori: Brazilia (2), Uruguay (1)                        | de 5 ori: Argentina (3), Brazilia (1), Chile (1)                                                     | de 6 ori: Brazilia (1), Argentina (3), Colombia (2)                       |
| CONCACAF (North, Central America and Caribbean) | de 2 ori: Mexico (2)                                                              | de 2 ori: Mexico (2)                                       | de 0 ori:                                                                                            | de 2 ori: Mexico (1), United States (1)                                   |
| AFC (Asia)                                      | o dată: Saudi Arabia (1)                                                          | de 0 ori:                                                  | de 0 ori:                                                                                            | de 3 ori: Bahrain (1), Qatar (1), Oman (1)                                |
| OFC (Oceania)                                   | de 0 ori:                                                                         | o dată: Australia (1)                                      | de 0 ori:                                                                                            | de 0 ori:                                                                 |